# Toronto FC

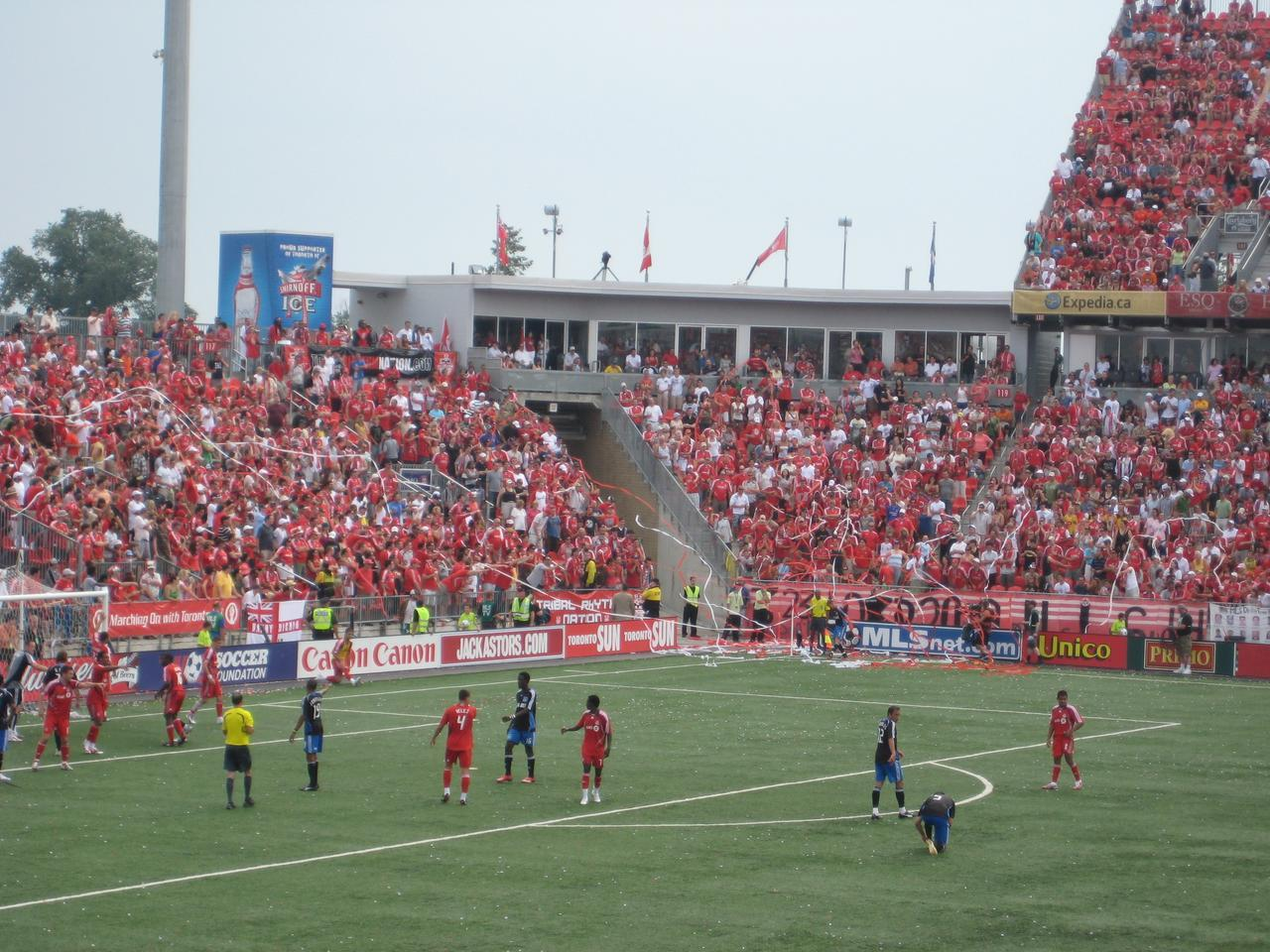
Toronto FC in actie

Toronto FC is een Canadese voetbalclub uit Toronto, die sinds 2007 uitkomt in de Major League Soccer (MLS). Het is de eerste niet-Amerikaanse deelnemer aan deze competitie.

## Geschiedenis
Toronto FC werd werkelijkheid in oktober 2005, toen de MLS een franchise toekende aan Toronto voor een nieuw team. Dit in samenhang met de plannen van de Canada Soccer Association (CSA) om een nieuw nationaal voetbalstadion te bouwen in samenwerking met MLSE, de stad Toronto, de provincie Ontario, en de federale staat.
De uiteindelijke naam van de club, Toronto FC, werd op 11 mei 2006 aangekondigd door de eigenaar Maple Leaf Sports & Entertainment Ltd.(MLSE). Het acroniem FC, wat Football Club betekent, in de naam staat synoniem voor het voetbal en wordt reeds door clubs over de hele wereld gebruikt. Deze aankondiging volgde op een online raadpleging waarin het publiek kon stemmen op een clubnaam. De internetgebruikers konden kiezen uit Toronto Nationals, Inter Toronto, Toronto Reds, Toronto FC of Toronto Barons. Meer dan 40% van de stemmers koos uiteindelijk voor Toronto FC, wat de eigenaars tot deze naam leidde. Ook het feit dat dit een vrij neutrale naam is, was een pluspunt waar MLSE rekening mee hield. Zo konden de toekomstige fans zelf een originele bijnaam voor de club vinden.
Hun eerste officiële wedstrijd in het reguliere seizoen vond plaats op 7 april 2007 in het Home Depot Center. Deze wedstrijd tegen Chivas USA werd uiteindelijk met 2-0 verloren. De eerste gewonnen wedstrijd was de thuiswedstrijd tegen Chicago Fire, dat met 3-1 werd verslagen. In deze match werd ook het eerste officiële doelpunt gescoord voor Toronto FC door Danny Dichio. In hun eerste seizoen werd de club zevende in de Eastern Conference, waardoor ze de playoffs misten.
Op zaterdag 9 december 2017 werd Toronto FC voor het eerst kampioen van de Major League Soccer. In de finale won de club van titelverdediger Seattle Sounders: 2-0. Toronto was eerste club uit Canada die in de Noord-Amerikaanse voetbalcompetitie de titel verovert. Aanvaller Jozy Altidore schoot Toronto halverwege de tweede helft op 1-0, waarna Victor Vazquez diep in blessuretijd het duel besliste met een intikker.

## Erelijst
- MLS Cup

Winnaar: 2017 (1x)
- MLS Supporters' Shield

Winnaar: 2017 (1x)
- Canadian Championship

Winnaar: 2009, 2010, 2011, 2012, 2016, 2017, 2018, 2020 (8x)

## Bekende (oud-)Reds

### Spelers
- Jozy Altidore
- Federico Bernardeschi
- Michael Bradley
- Jermain Defoe
- Maurice Edu
- Torsten Frings
- Sebastian Giovinco
- Lorenzo Insigne
- Sean Johnson
- Danny Koevermans
- Matty Longstaff
- Gregory van der Wiel

### Trainers
- Chris Armas
- Bob Bradley
- John Herdman
- Ryan Nelsen
- Greg Vanney
- Aron Winter